# Rachel Alcock
Rachel Alcock née en 1862, morte le 2 février 1939 est une physiologiste et universitaire anglaise.

## Biographie
Née à Stockport, dans le Chechire en 1862, Rachel Alcock reçoit sa première éducation dans une école privée. Elle fréquente le Newnham College de Cambridge à partir de 1886. Elle passe les examens Tripos en sciences naturelles et reste à Newnham avec une bourse d'études à Bathurst. Elle entreprend des recherches sur les processus digestifs et sur la distribution nerveuse chez les poissons primitifs, sous la direction du physiologiste britannique Walter Gaskell.
En 1891, elle enseigne la morphologie et l'anatomie aux étudiantes du laboratoire biologique Balfour. Elle remplace la zoologiste Lilian Sheldon en 1898-1899.
À la fin des années 1890, elle s'intéresse à la littérature espagnole. Elle fréquente la Bibliothèque nationale de Madrid, puis à Tolède de 1914 à 1916. Elle poursuit , puis a poursuivi ses études pour obtenir un Master of Arts à l'Université de Liverpool en 1916.